# Зграда Основне школе „Љупче Николић“ у Алексинцу
Зграда Основне школе „Љупче Николић“ се налази у Алексинцу. Саграђена је 1936. године и представља непокретно културно добро као споменик културе Србије.

## Опште информације
Зграда Основне школе „Љупче Николић“ је саграђена за потребе гимназије 1936. године по пројекту инжињера Милорада Дивца, и својим габаритом излази на улице Др. Тихомира Ђорђевића и Леле Поповић. Води се под улицом Тихомира Ђорђевића бр. 10. Својим положајем, масом и изгледом остварује у потпуности за оно време успело архитектонско решење као угаоно, са наглашеним угаоним фасадама према тргу са црквом. У спољној архитектури присутна је појава такозваног модернизма, који је имао утицаја средином и крајем тридесетих година 20. века, без појаве орнаменталне пластике и декорације везане за утицаје ранијих стилова. Као уступак академизму, јавља се класично обликован истакнут улазни трем са портилом од шест дорских стубова, архитравом, фризом са представама триглифа и метопа.
Уписана је у регистар Завода за заштиту споменика културе Ниш 1985. године.